# Melipotis januaris
Melipotis januaris är en fjärilsart som beskrevs av Achille Guenée 1852. Melipotis januaris ingår i släktet Melipotis och familjen nattflyn. Inga underarter finns listade i Catalogue of Life.